# Нарцисизм на робочому місці
Нарцисизм на робочому місці передбачає вплив нарцисичних співробітників і менеджерів на робочому місці.

## На співбесіді
Нарцисичні особи зазвичай добре працюють на співбесідах; вони отримують більш сприятливі рейтинги найму від інтерв'юерів, ніж особи, які не мають нарцисичних рис. Як правило, тому що вони можуть справити більш вражаюче перше враження, хоча це може і не призвести до кращої результативності на робочому місці після прийняття на роботу.

## Нарцисична подача
Див. також Нарцисична подача
Нарцисичний менеджер матиме два основних джерела нарцисичної подачі: неживе (символи статусу, такі як: машини, ґаджети або види офісу); і живе (лестощі та увага з боку колег і підлеглих). Товариші по команді можуть виявити, що повсякденні пропозиції такої особи швидко перетворюють їх на сприятливі джерела постійної подачі, якщо вони не будуть дуже обережні у підтримці належних меж між собою та менеджером. Адже потреба нарцисичного менеджера у такій мережі подачі перешкоджатиме прийняттю об'єктивного корисних рішень. Такий менеджер може оцінюватиме довгострокові стратегії власної користі від своїх прохань або наказів, замість того, щоб оцінювати користь організації.